# Николич, Стефан
Стефан Николич (черног. Стефан Николић; род. 16 апреля 1990, Никшич, Югославия) — черногорский футболист, нападающий румынского клуба «СКМ Залэу».

## Карьера
Футбольную карьеру начинал 2007 году в сербском ОФК Белград. В 2007 году перешёл в бельгийский «Льерс», год спустя был отдан в аренду «Руселаре». В 2010 году переходит в румынский «Политехника Тимишоара». В 2011 году арендован бухарестским «Стяуа», позже «Стяуа» выкупил игрока, за румынский клуб провёл 48 матчей, забив 14 мячей. В 2014 году перешёл в южнокорейский «Инчхон Юнайтед», в Кей-лиге провёл 7 матчей. В 2015 году играл за болгарскую ЦСКА Софию. В том же году стал игроком хорватского «Истра 1961». В 2016 году подписал контракт с польским клубом «Нецеча». В 2016 году переходит в сербский «Радник» из Сурдулицы.
В начале 2017 года перешёл в казахстанский «Кайсар». В первом круге нападающий сыграл 13 игр и забил 1 (один) гол и в июле контракт был расторгнут по обоюдному согласию

## Достижения
«Стяуа»
- Чемпион Румынии (2): 2012/13, 2013/14
- Обладатель Суперкубка Румынии (1): 2013